# Tabaqueros (Coquimbo)
Tabaqueros es una localidad de la comuna de Río Hurtado, perteneciente a la Provincia de Limarí dentro de la Región de Coquimbo, se encuentra ubicada en la ribera del Río Hurtado que atraviesa la comuna completa, y a su vez, se encuentra ubicada en la Ruta D-595, se encuentra a 87 km de la Conurbación La Serena - Coquimbo (Capital regional) y a 14 km de Samo Alto (Ciudad más cercana). Cuenta con una población de 410 habitantes según el Instituto Nacional de Estadísticas.

## Ubicación
Tabaqueros está ubicado en la comuna de Río Hurtado, la forma de llegar a la aldea es por medio de la Ruta D-595, partiendo desde Ovalle o Vicuña, pasando por localidades cercanas como Samo Alto, Pichasca y Hurtado.